# Norvin Leineweber
Norvin Leineweber (* 1966 in Rees) ist ein deutscher Bildhauer und Grafiker.
Leineweber besuchte von 1976 bis zum Abitur 1985 das Collegium Augustinianum Gaesdonck, wo Franz Joseph van der Grinten einer seiner Lehrer war. Von 1987 bis 1994 studierte Leineweber an der Staatlichen Kunstakademie Düsseldorf, zuletzt als Meisterschüler Günther Ueckers. Das Studium in Düsseldorf unterbrach Leineweber 1991/1992 für ein Studienjahr bei Stanislav Kolibal an der Kunstakademie Prag. Ab 1995 war er Stipendiat im Atelierhaus Bonn. Von 2002 bis 2008 unterrichtete Leineweber als Dozent am Lehrstuhl für Plastik an der RWTH Aachen.
Norvin Leineweber hat seine Arbeiten seit 1995 in zahlreichen Einzelausstellungen präsentiert. Im Februar 2015 wurde ihm der erste Preis im Kunst-am-Bau-Wettbewerb Deutscher Bundestag – Wilhelmstraße 64 für den „Kunststandort Foyer im Erdgeschoss und Innenhof“ zugesprochen.

## Einzelausstellungen
- Glaskasten Marl, 1995
- Regionalmuseum Xanten, 1997
- Kunstverein Ahlen 1998
- Galerie Roman Enders Projects, Frankfurt, 1999
- Städtisches Museum K. Bosman Rees, 2000
- Galerie Wack, Kaiserslautern, 2001[2]
- An der Oberfläche des Grundes, Galerie Obrist Essen, 2002
- Schatten werfen Raum, Anbau35 Bonn, 2003
- Falzungen, Galerie Obrist Essen, 2005
- Zeichengründe, KUNSTBÜROBERLIN, 2005[3]
- Liniengründe, Galerie Obrist am Museum, Essen, 2006
- Konkrete Positionen, Galerie Wack, Kaiserslautern, 2006
- drunter und drüber, SaarLB, Saarbrücken, 2006
- Flächenraum, RAUM für KUNST, Aachen, 2007[4]
- Präsenzfelder, Mies van der Rohe Haus, Berlin, 2007
- vis a vis, Kunstraum B, Kiel, 2009
- Die Läden des Louis Albert Necker, Städtisches Museum Wesel, 2009
- Fenestra, Willibrordi-Dom Wesel, 2009
- Grenzform-Horizont, Galerie Wack, Kaiserslautern, 2009
- Untiefe, FFFZ-Kulturforum, Düsseldorf, 2010
- kein Ort, keine Grenze, kein Name, Kunstverein Würzburg, 2011
- Nina Brauhauser – Norvin Leineweber, Verein für aktuelle Kunst, Oberhausen, 2012
- Nina Brauhauser – Norvin Leineweber, Kunstraum Scheidt´sche Hallen, Essen, 2013
- Undurchsichtige Zustände des rein Durchsichtigen, KUNSTBÜROBERLIN, Berlin, 2014[5]
- tief oben, Galerie Splettstößer, Kaarst, 2014
- Aufzeigungen, Galerie Wack, Kaiserslautern, 2014
- Lichtungen, Lukaskirche, Kaarst-Holzbüttgen, 2015
- Konspekte, Galerie Kautsch, Michelstadt, 2015
- grenznah, Galerie Splettstößer, Kaarst, 2016
- In seinem Raum, Dialograum Kreuzung an St. Helena, Bonn, 2017

## Öffentliche Sammlungen
- Stiftung Museum Schloss Moyland, Bedburg-Hau
- Glaskasten Marl
- Museum Pfalzgalerie Kaiserslautern
- Sammlung des Deutschen Bundestages
- Staatsgalerie Stuttgart